# Somewhere in Afrika
Somewhere in Afrika is het elfde studioalbum van de Britse rockband Manfred Mann’s Earth Band. Het album is een aanklacht tegen de apartheid (rassenscheiding tussen 1948 en 1990) in Zuid-Afrika, het geboorteland van bandleider en toetsenspeler Manfred Mann.  Mann raakte zelf actief betrokken bij de anti-apartheidsbeweging in zijn geboorteland en werd niet meer toegelaten in dat land. Een aantal leden van de band reisde naar Zuid-Afrika om geluidsopnames te maken, die op de plaat gecombineerd werden met muziek van de Earth Band.

## Muzikanten
Op dit album is de bassist Pat King vervangen door Matt Irving. King zou van 1991 tot 2013 nog terugkeren als lichtontwerper van de band. Matt Irving heeft deel uitgemaakt van de groep tussen 1981 en 1986 en heeft meegewerkt aan de albums Somewhere in  Afrika en Live in Budapest. Daarna heeft hij onder meer gespeeld met Chris Rea, Squeeze en Paul Young. De Zuid-Afrikaanse gitarist Trevor Rabin, die samen met Manfred Mann het vorige album Chance heeft geproduceerd, speelt leadgitaar op enkele nummers van dit album.  De Nieuw-Zeelandse  zangeres Shona Laing, die zingt op dit album, heeft internationaal enige bekendheid gekregen door haar liedjes (I ‘m glad) I’m not a Kennedy en Sovjet snow.
- Manfred Mann – keyboards, synthesizers
- John Lingwood – drums, percussie
- Steve Waller – zang, gitaar (Eyes of Nostradamus, Third World Service en Demolition man)
- Chris Thompson – zang
- Matt Irving – basgitaar, programmering (MC4)
- Shona Laing – zang
- Trevor Rabin – sologitaar  op Redemption song en Runner.

De Afrikaanse muziek is deels opgenomen in de studio in Londen en werd gezongen door Chief Dawethi, Fats Mothya, Jabu Mibalu, Rufus Sefothuma en Zanty Lekau.

## Muziek
De muziek op dit album wijkt sterk af van de eerdere albums van Manfred Mann’s Earth Band. Op deze plaat staat een combinatie van rock en Afrikaanse geluiden, vooral traditionele Zulu muziek. Net als op de vorige albums speelt de Earth Band veel rockmuziek met melodieuze stukken en veel solo’s van gitaar en synthesizer, maar op dit album wordt dat afgewisseld en aangevuld met Zuid-Afrikaanse geluiden, zoals (koor) zang en ritme instrumenten. Zoals gebruikelijk staan op deze plaat zowel eigen composities van Manfred Mann en de andere bandleden als bewerkingen van nummers die door andere artiesten zijn geschreven.
De openingstrack Tribal Statistics gaat over de ondervragings- en afluistermethodes van de toenmalige Zuid-Afrikaanse overheid. Eyes of Nostradamus is geschreven door Al Stewart en staat op zijn album Past, present and future uit 1973. Het gaat over de voorspellingen van de helderziende, schrijver en astroloog Nostradamus. Third world service is van Anthony Moore (die samen met Manfred Mann het album Angel Station heeft geproduceerd) en staat op zijn album Flying doesn’t help. Het rocknummer Demolition man is van Gordon Sumner, beter bekend als Sting, die dit nummer speelde met zijn band the Police. Redemption song is oorspronkelijk van Bob Marley en bevat onder meer de oproep “Emancipate yourself from mental slavery”. Het is door veel artiesten gecoverd, waaronder Stevie Wonder, Lauryn Hill & Ziggy Marley, Sinéad O’Connor, Bob Geldof en Wyclef Jean.

## Tracklijst

### Groot-Brittannië

#### kant een
1. Tribal statistics (Any Qunta) – 4:16
2. Eyes of Nostradamus (Al Stewart) – 3:28
3. Third world service (Anthony Moore) – 5:18
4. Demolition man (Gordon Sumner) – 3:45
5. Brothers and sisters of Azania (Manfred Mann) – 2:46

#### kant twee
1. Africa suite (Manfred Mann, Matt Irving, John Lingwood) – 8:36
2. Brothers and sisters of Africa (Manfred Mann) - 3:06
3. To Bantoestan? (Manfred Mann) – 2:36
4. Koze Kobenini? (How long must we wait?) (Manfred Mann, Matt Irving) – 1:26
5. Lalela (Manfred Mann, John Lingwood) – 1:31
6. Redemption song (No Kwazulu) (Bob Marley) – 7:35
7. Somewhere in Africa (Traditional; arranged by Manfred Mann and John Lingwood) – 1:38

#### Bonustracksher-uitgave 1999
1. War dream (Mann, Lingwood, Steve Waller, Shona Laing) – 3:08
2. Holiday's dream (Mann, Irving, Lingwood, Waller) – 2:40
3. Redemption song (singleversie) (Bob Marley) – 4:14
4. Eyes of Nostradamus (singleversie) (Al Stewart) – 4:42
5. Demolition man (singleversie) (Gordon Sumner) – 3:44

### Verenigde Staten
In de Verenigde Staten verscheen in november 1983 een versie van Somewhere in Afrika, die aanzienlijk verschilt van het album dat uitkwam in Groot-Brittannië. 

#### kant een
1. Demolition Man (Gordon Sumner) – 3:40
2. Runner (Ian Thomas) – 4:40
3. Rebel (Reg Laws) – 3:52
4. Eyes of Nostradamus  (Al Stewart) – 3:28
5. Third world service (Anthony Moore) – 3:24

#### kant twee
1. Somewhere in Africa (Trad arr Manfred Mann, John Lingwood) – 1:38
2. Tribal Statistics (Any Qunta) – 4:16
3. Lalela (Manfred Mann, John Lingwood) – 1:31
4. Redemption song (No Kwazulu) (Bob Marley) – 4:11
5. Africa suite (Manfred Mann, Matt Irving, John Lingwood) – 9:54
6. Brothers and sisters of Africa (Manfred Mann) – 3:06
7. To Bantoestan? (Manfred Mann) – 2:36
8. Koze Kobenini? (How long must we wait?) (Manfred Mann, Matt Irving) – 1:26
9. Brothers and sisters of Azania (Manfred Mann) – 2:46

## Album
Dit album is uitgebracht in Groot-Brittannië op 18 februari 1983 op Bronze Records en in november 1983 in de Verenigde Staten op Arista Records. Op het album wordt  veel aandacht besteed aan de apartheid en de Bantustans (thuislanden) waar zwarte mensen verplicht moesten wonen. De Zuid-Afrikaanse zang op het album werd op de tape gezet door Matt Irving en later in de studio gecombineerd met de muziek van de Manfred Mann’s Earth Band.
Over het album verspreid  (vooral in de eigen composities van Manfred Mann en de Earthband) worden kernwoorden uit de Zulu- en Xhosa taal gebruikt, zoals Azania (Zuid-Afrika) en Amandla (Macht/Kracht). Dit laatste werd vaak gebruikt als strijdkreet in het verzet tegen de apartheid , veelal gevolgd door Awethu (Aan Ons). Het album is geproduceerd door Manfred Mann, samen met de geluidstechnici Lars Finnstrom en Terry Medhurst. Dit album is vanaf 1987 ook verkrijgbaar op Compact Disc. Er is een  herziene  uitgave met vijf bonustracks verschenen in 1999 op Cohesion Records. Het re-masteren is uitgevoerd door Mike Brown en Robert M. Gorich.  Er zijn vier singles van dit album uitgebracht: Eyes of Nostradamus, Redemption song, Tribal statistics en Demolition man.

## Ontvangst
Het album Somewhere in Afrika behaalde # 40 in de Amerikaanse Billboard 200. In het Verenigd Koninkrijk haalde het # 87. In Zweden werd het # 14 en in Noorwegen en Duitsland # 8. De vier singles die afkomstig waren van dit album hebben geen van allen de hitparade behaald. Op de Amerikaanse versie van dit album staat het nummer Runner, dat # 22 haalde in de Verenigde Staten. Daarmee was het (na Blinded by the light) de tweede single van Manfred Mann’s Earth Band die de Amerikaanse top 40 behaalde.
De site AllMusic waardeerde dit album met drie sterren (maximaal vijf). Recensent Mike DeGagne schreef onder meer : “Somewhere in Afrika gave Manfred Mann's Earth Band their highest-charting American album since 1976's The Roaring Silence, peaking at number 40, but the tight musicianship and unrestricted layout of the music prove that the album should have placed much higher”.